# Josep Maria Ametlla i Peris
Josep Maria Ametlla i Peris (Figueres, 1918 - Barcelona, 1999) fou un advocat i polític català. Fill de Claudi Ametlla, fou un dels integrants del grup dels Quaderns de l'exili. D'idees socialistes, fou el primer alcalde democràtic de Figueres després de la dictadura franquista. Només va ser-ho el 1979, perquè va dimitir per discrepàncies amb el PSC.